# Nikoletina Bursać (1964.)
Nikoletina Bursać, hrvatski dugometražni film iz 1964. godine.